# Verija
Verija je naselje v občini Kozarska Dubica, Bosna in Hercegovina. 

## Deli naselja
Verija.

## Prebivalstvo
| Pregled števila prebivalcev po letih | Pregled števila prebivalcev po letih | Pregled števila prebivalcev po letih | Pregled števila prebivalcev po letih | Pregled števila prebivalcev po letih | Pregled števila prebivalcev po letih |
| ------------------------------------ | ------------------------------------ | ------------------------------------ | ------------------------------------ | ------------------------------------ | ------------------------------------ |
| 1948                                 | 1953                                 | 1961                                 | 1971                                 | 1981                                 | 1991                                 |
| -                                    | -                                    | -                                    | 196                                  | 155                                  | 131                                  |

| Narodna sestava prebivalstva po letih                                                                                    | Narodna sestava prebivalstva po letih                                                                                      | Narodna sestava prebivalstva po letih                                                                                      |
| --- | --- | --- |
| 1971 | 1981 | 1991 |
| . skupaj: 196 Srbi 196 (100 %) Hrvati 0 (0,00 %) Muslimani 0 (0,00 %) Jugoslovani 0 (0,00 %) drugi in neznano 0 (0,00 %) | . skupaj: 155 Srbi 150 (96,77 %) Hrvati 0 (0,00 %) Muslimani 0 (0,00 %) Jugoslovani 5 (3,22 %) drugi in neznano 0 (0,00 %) | . skupaj: 131 Srbi 119 (90,83 %) Muslimani 2 (1,52 %) Hrvati 0 (0,00 %) Jugoslovani 9 (6,87 %) drugi in neznano 1 (0,76 %) |